# Двожисько (Куявсько-Поморське воєводство)
Двожисько (пол. Dworzysko) — село в Польщі, у гміні Швеці Свецького повіту Куявсько-Поморського воєводства.
Населення — 301 особа (2011).
У 1975-1998 роках село належало до Бидгощського воєводства.

## Демографія
Демографічна структура станом на 31 березня 2011 року:
|          | Загалом | Допрацездатний вік | Працездатний вік | Постпрацездатний вік |
| -------- | ------- | ------------------ | ---------------- | -------------------- |
| Чоловіки | 151     | 40                 | 103              | 8                    |
| Жінки    | 150     | 35                 | 92               | 23                   |
| Разом    | 301     | 75                 | 195              | 31                   |